# Nicklaus Design
Nicklaus Design là một công ty được thành lập và điều hành bởi một người Mỹ chơi golf chuyên nghiệp tên là Jack Nicklaus, chuyên thiết kế và xây dựng các sân golf. Tính đến tháng 4 năm 2012, công ty đã thiết kế 365 sân golf trên khắp thế giới. Các sân golf này bao gồm Harbor Town Golf Links và Muirfield Village Golf Club ở Dublin, Ohio, nơi tổ chức giải đấu Memorial Tournament. Nicklaus Design là một doanh nghiệp gia đình, với bốn người con trai của Nicklaus và con rể của ông đều tham gia vào công ty. Tính đến năm 2008, nhóm thiết kế bao gồm Jim Lipe và Chris Cochran.